# Boxbush
Boxbush – wieś w Anglii, w hrabstwie Gloucestershire. Leży 17 km na zachód od miasta Gloucester i 168 km na zachód od Londynu.